# Фріц Якобсен
Фріц Йон Якобсен (нім. Fritz John Jacobsen; 7 липня 1894, Шарлоттенбург — 3 серпня 1981, Нюрнберг) — німецький льотчик-ас, віцефельдфебель Прусської армії.

## Біографія
Якобсен зацікавився авіацією ще з 1909 року і, ставши пілотом до Першої світової війни, літав у 1914 році в Йоханністалі літаком Jeaninn Stahltaube. Він був льотчиком-випробувачем та інструктором, доки вступив у військову авіацію, і спочатку служив шеф-пілотом в армійському льотному парку № 2, звідки у травні 1915 року був направлений в 1-й льотний дивізіон.
11 листопада 1916 року переведений у 17-ту винищувальну ескадрилью. У грудні 1916 року недовго служив у 9-й і вже 15 грудня був направлений у 31-шу винищувальну ескадрилью. Здобув дві непідтверджені перемоги, але після них і сам щоразу виявлявся збитим (вдруге — бомбардувальником Caproni).
Останнім призначенням Якобсена стала 73-тя винищувальна ескадрилья, куди він прибув 5 березня 1918 року і здобув ще шість перемог.
Всього за час бойових дій здобув 10 перемог.

## Нагороди
- Залізний хрест 2-го і 1-го класу
- Нагрудний знак військового пілота (Пруссія)
- Почесний хрест ветерана війни з мечами